# Skip Beat!
Skip Beat! (スキップ・ビート!, Sukippu Bīto!) est un shōjo manga de Yoshiki Nakamura. Il est prépublié depuis février 2002 dans le magazine Hana to yume de l'éditeur Hakusensha, et a été compilé en cinquante-et-un tomes en décembre 2024. La version française est publiée par Casterman au travers de sa collection Sakka, et quarante-sept tomes sont sortis en février 2024.
Une adaptation en série télévisée d'animation de vingt-cinq épisodes produite par le studio Hal Film Maker a été diffusée entre le 5 octobre 2008 et le 29 mars 2009 sur TV Tokyo. La version française est diffusée en streaming ainsi qu'en DVD par Black Box.
En mars 2012, le tirage total du manga s'élevait à 10 millions d'exemplaires.

## Histoire
Mogami Kyōko et Fuwa Shōtarō sont des amis d'enfance. Kyōko connait Shō depuis toujours, aide ses parents, s'occupe de lui et lui pardonne tout, tel un prince. Aussi, lorsqu'à l'âge de 16 ans, ce dernier quitte Kyoto, sa ville natale, pour fuguer à Tokyo où il a une chance de percer dans la chanson, il demande à Kyōko de l'accompagner. Celle-ci accepte, très heureuse d'avoir été choisie par son ami d'enfance. Mais une fois sur place, Shō est totalement absorbé par son travail de chanteur. Il ne rentre presque jamais dans l'appartement qu'ils occupent, alors que Kyōko cumule les jobs afin de pouvoir payer le loyer et le train de vie de Shō, désormais devenu célèbre. Malgré les difficultés la jeune fille continue à travailler jusqu'à l'épuisement pour son prince, et le tout, en gardant le sourire !
Un jour, alors qu'elle vient rendre une visite surprise à Shō, elle l'entend raconter à sa manager qu'il a une bonne pour assurer ses arrières. Ainsi, il n'a jamais eu besoin de faire un petit boulot. Il explique que cette "pauvre cloche" est venue volontairement avec lui et qu'elle est heureuse de le servir, aussi, pourquoi s'en priver ? Kyōko comprend alors qu'il s'est servi d'elle. Cette trahison et la colère qu'elle lui inspire la changent à jamais. Elle hurle, pleure et libère ses "Kyoko Démons", grâce à qui elle maudit Shō et devient elle-même… comme possédée. Tout cela, devant un Shō insensible et sarcastique. Elle fait le serment de se venger. Ce dernier lui explique cependant qu'ils font partie de deux univers différents. La seule façon de l'atteindre est de rentrer dans cet autre monde qu'est le sien, le monde du show-biz. La star lui lance donc le défi de devenir une plus grande célébrité que lui.
Bien décidée à accomplir sa vengeance et après avoir radicalement changé son style, elle auditionne à la LME, l'agence artistique de Ren Tsuruga, un acteur aussi talentueux que populaire que Shō considère comme son ennemi.

## Personnages
Kyōko Mogami (最上 キョーコ, Mogami Kyōko)Doublé par : Marina Inoue (Anime), Miki Nagasawa (Drama CD)
Personnage principal, elle a été utilisée par Shōtarō Fuwa qu'elle aimait depuis toujours. Dès lors, elle cesse de croire en l'amour et jure de se venger en devenant plus célèbre que lui. Shō a ouvert sa "boîte de Pandore" : un concentré de haine et de démons enfermé en chacun. Depuis ce jour, elle se jure de ne plus jamais se laisser manipuler ainsi, ni d'accorder sa confiance aussi facilement. Elle se rend compte que toute sa vie a gravité autour de son ami d'enfance qu'elle était même destinée à épouser.
Premier membre du département Love Me (voir Lory Takarada), elle sera rejointe par Kanae Konotami qu'elle considère comme sa meilleure amie. À l'agence, elle fera également la rencontre de l'acteur le plus célèbre du Japon, Ren Tsuruga, qu'elle s'était habituée à détester à cause de sa précédente relation avec Shō. Elle découvre donc avec surprise qu'il n'est pas si détestable que ça, et même si au début leurs relations sont un peu conflictuelles (Ren ne supporte pas l'idée que Kyōko veuille devenir actrice pour se venger), elle va finir par l'apprécier et voir en lui un véritable sempai, un confident, et même un peu plus….
Alors qu'elle pensait ne pas avoir de talent, elle se découvre un don pour le jeu d'acteur, que même Ren reconnaît et admire. Elle fait rapidement ses débuts et acquiert une petite notoriété qui va attirer le regard de certains, notamment de Shō Fuwa.
Signes particuliers : Âgée de seulement 16 ans, Kyōko a pourtant vécu pas mal d'expériences malchanceuses de la vie, qui lui en donnent donc parfois une vision pessimiste mais ne l'empêchent pas pour autant d'avoir une certaine insouciance. Malgré tout, elle a ce qu'on pourrait appeler un don pour se faire apprécier de personnes qui au début ne l'affectionnent guère (voir Ren Tsuruga, Kanae Kotonami et Chiori Amamiya); fabrique des poupées vaudou de Shō sur lesquelles elle passe ses nerfs et de Ren avec lesquelles elle "parle" (elle rejoue des scènes ou imagine des réponses qu'il aurait donné), a des démons pouvant paralyser les gens, et croit aux fées. Elle considère un autre de ses amis d'enfance, qu'elle appelle Corn, comme une fée. Ce dernier lui a donné une pierre aux étranges reflets bleutés en lui disant qu'elle absorberait sa tristesse. Les seuls souvenirs de son enfance qu'elle apprécie sont liées à cette personne.
Autre chose : Sa mère n'ayant pas le temps de s'en occuper et la délaissant totalement, elle a dû vivre chez Shōtarō.
Ren Tsuruga (敦賀 蓮, Tsuruga Ren)Doublé par : Katsuyuki Konishi (Anime), Ken Narita (Drama CD)
A tout juste 20 ans, Ren Tsuruga est l'une des stars les plus populaires du Japon. Il travaille pour l'agence que Kyōko tente de rejoindre.
C'est un homme poli et mature, qui sait garder son sang froid. Il sait faire preuve de beaucoup de professionnalisme et n'est jamais en retard. Il ne peut accepter d'être doublé lors des scènes d'action. Ses grandes compétences d'acteur n'ont qu'une seule limite : les scènes d'amour pour lesquelles il éprouve des difficultés, n'étant jamais réellement tombé amoureux. Il ne peut donc pas retransmettre une émotion réaliste dans ce domaine. Deux de ses signes distinctifs sont son peu d'appétit et sa tendance à cacher ses sentiments négatifs avec un sourire. Plus celui-ci est éclatant, plus il est en colère (Kyōko en a souvent fait les frais…)
Ren est aussi un homme très carré, il n'apprécie pas qu'on prenne à la légère le métier d'acteur. C'est pourquoi il commence par émettre une aura répulsive lorsque Kyōko lui avoue la raison pour laquelle elle est entrée dans le métier : la vengeance. Sachant que ce désir de vengeance est la faute de Shō Fuwa, il n'accepte pas qu'elle perde une minute de sa vie à vouloir se venger au lieu de profiter véritablement du métier d'acteur. Il finit cependant par s'intéresser à elle, car elle se montre assez douée dans son jeu d'acteur et elle semble ne plus être uniquement motivée par la soif de vengeance.
Ren est en fait un ami d'enfance de Kyōko qu'elle surnommait Corn (son vrai nom est Kuon). À cette époque, il avait les cheveux blonds : il a des origines japonaises, américaines et russes (d'ailleurs il sait parler les trois langues), ce qui explique que Kyōko ne le reconnaisse pas. Lui-même ne lui avouera pas qu'il la connaissait étant enfant. Le chanteur Reino de Vie Ghoul va s'en apercevoir en touchant la pierre de Kyōko, mais gardera le secret par peur de Ren.
Il va progressivement éprouver des sentiments pour Kyōko, au-delà de l'amitié, même si au début il ne les accepte pas. Il se force à rester courtois dans de nombreuses situations, de peur de la blesser ou de heurter ses sentiments. Il devient donc peu à peu le rival de Shō Fuwa.
Son passé : Son vrai nom est Kuon, il est le fils d'un célèbre acteur japonais qui travaille maintenant à Hollywood, surnommé Kuu, et d'une femme mi-Russe, mi-Américaine nommée Julie. Il a passé son enfance en Amérique et vouait une adoration sans bornes à son père. Malgré cela, Kuon a été un enfant très seul, et peut-être donc malheureux. Ses meilleurs souvenirs d'enfance sont sa rencontre et les quelques jours passés avec Kyōko, alors qu'il accompagnait son père au Japon dans sa ville natale. Leur point de rendez-vous était le bord d'un lac avec de gros cailloux. C'est à cette occasion qu'il lui a donné la pierre bleutée, que Kyōko appellera "Corn" en souvenir de lui. Adolescent, il cède peu à peu à la violence, généralement provoquée par des railleries sur ces origines, devient un bourreau sanguinaire et expert en combat des rues (malgré le risque de "redevenir Kuon", cela lui sera "utile" pour interpréter le personnage de BJ). Un soir, alors qu'il poursuivait l'un de ses assaillants après une bagarre, son meilleur ami Rick se fait renverser par une voiture en tentant de le rattraper. Ce dernier meurt quelques minutes plus tard dans les bras de sa compagne. Ne pouvant se pardonner et voulant éviter tout scandale, il prend avec Lory Takarada la décision de partir au Japon, de changer de vie, de nom, de couleur de cheveux et d'yeux, et de tout recommencer (c'est la naissance de "Ren Tsuruga"). Ce départ précipité va anéantir sa mère, à tel point qu'elle finira par demander à son époux, Kuu, d'aller rendre visite à leur fils, et tenter de le faire revenir chez eux, en Amérique.
Shō Fuwa (不破 尚, Fuwa Shō)Doublé par : Mamoru Miyano (Anime), Nobutoshi Kanna (Drama CD)
Son vrai prénom est Shōtarō (松太郎), mais il le cache car il le considère comme un nom ringard. Il est assez prétentieux, mais c'est un chanteur populaire auprès de toutes les adolescentes. Il est plutôt doué dans le domaine de la chanson, mais il reste dans l'ombre de Ren, qu'il considère comme son rival (même si ce n'est pas réciproque), pour le titre de gars le plus cool du Japon.
Ami d'enfance de Kyōko, il lui proposa de l'accompagner à Tokyo pour lancer sa carrière. Cette dernière, folle amoureuse de lui à l'époque, accepta et renonça ainsi à entrer au lycée. Cependant, Shō ne la considère que comme un tremplin. Kyōko finira par le découvrir, ce qui amènera leur séparation.
Malgré tout, il semble éprouver des sentiments pour Kyōko. Il s'en rendra compte lors du tournage d'un clip avec cette dernière, mais il va s'efforcer de nier ce sentiment. Il est très possessif, et explique à Shoko sa manager que Kyōko lui appartient toujours.
Néanmoins, son destin croise à maintes reprises celui de Kyōko et ses sentiments augmentent sans cesse. Il est celui qui la connait le mieux, et s'estime devoir occuper la place la plus importante dans son cœur, même si c'est de la haine. Il voit donc en Ren un rival potentiel qui essaierait de le détrôner dans le cœur de Kyōko, surtout depuis qu'il s'est rendu compte que l'acteur éprouvait des sentiments pour son amie d'enfance.
Yukihito Yashiro (社 倖一, Yashiro Yukihito)Doublé par : Masahito Kawanago (Anime)
Il est le manager et ami de Ren. S'il ne porte pas de gants, il est capable de détruire un téléphone portable en moins de 10 secondes. Il se servira de cette capacité pour menacer l'acteur en le questionnant sur Kyōko. Il est assez indiscret et sera ainsi le premier à se douter des sentiments qu’éprouve Ren envers Kyōko alors que ce dernier l'ignorait et avait du mal à les identifier. Il aime bien taquiner Ren sur ce sujet, tout en restant prudent. Un de ses rôles de manager, outre gérer l'emploi du temps chargé de la star, est de faire attention à sa santé (comme vérifier qu'il a eu son content de sommeil et de nourriture).
Shoko Aki (安芸 祥子, Aki Shōko)Doublé par : Rio Natsuki (Anime)
Manager de Shō, il flirte sans arrêt avec elle.  Elle a voulu devenir actrice mais a estimé ne pas avoir assez de talent pour entrer dans le monde du show-biz. Comme elle ne voulait pas quitter ce milieu, elle est devenue manager. Elle a aussi remarqué les sentiments que Shō éprouvait pour Kyōko (notamment le sentiment de possession qu'il a vis-à-vis de Kyōko) et essaie de lui faire comprendre par des commentaires indirects. Elle semble apprécier Kyōko et regarde d'un œil inquiet la relation entre les deux anciens amis d'enfance évoluer.
Kanae Kotonami (琴南 奏江, Kotonami Kanae)Doublé par : Risa Hayamizu (Anime), Yukiko Tagami (Drama CD)
Kanae Kotonami apparaît au premier abord comme une personne assez prétentieuse et antipathique. Elle passe la même audition de jeunes talents de l'agence LME que Kyōko, en étant sûre de décrocher tous les mérites. Cependant, elle échoue et finit par devenir le deuxième membre du département Love Me. Pour Kanae, l'amour n'est qu'une émotion niaise et inutile. C'est pourquoi elle connaît des difficultés à jouer les rôles de femmes prêtes à tout pour leur tendre moitié. Elle juge ce comportement stupide. Elle éprouve aussi un sentiment de répulsion envers des rôles de jeunes filles pauvres.
Kyōko finira par briser sa carapace et elles deviendront amies. Kyōko sera d'ailleurs sa première véritable amie. Elle est assez maladroite pour exprimer ses sentiments, et se montre parfois désagréable avec Kyōko sans le vouloir.
Autre chose : elle est l'une des premières à s'être doutée des sentiments de Ren à l'égard de Kyōko, mais n'arrive pas à le lui faire comprendre.
Lory Takarada (ローリィ宝田, Takarada Rōri)Doublé par : Kōji Ishii (Anime), Banjo Ginga (Drama CD)
Président de la LME, il est le premier à s'intéresser sérieusement à Kyōko lorsqu'elle passe sa première audition. C'est un personnage très excentrique, qui arrive toujours déguisé, parfois à cheval, sur chameau ou éléphant, et accompagné de danseurs. Résultat, ses entrées sont toujours bruyantes et remarquées. Il est cependant assez manipulateur et très intelligent, malgré sa grande immaturité à certains moments. Ren considère qu'il a presque toujours quelque chose derrière la tête. C'est le grand-père de Maria Takarada, à qui il cède tout ou presque.
Après les échecs à l'audition de jeunes talents de Kyōko et Kanae, il met en place le département Love Me. Ne souhaitant pas gaspiller le potentiel de ces jeunes filles, il engage ces dernières dans ce département afin qu'elles puissent obtenir ce qui leur manque pour entrer dans le métier. Il est notamment très peiné qu'elles ne croient pas en l'amour.
Il est le seul à tout savoir sur le passé de Ren, de ce fait, il est celui qui le comprend le mieux. Il se rend très vite compte des sentiments qu'éprouve Ren pour Kyōko, et multipliera les stratagèmes pour faire avancer leur histoire.
Maria Takarada (宝田 マリア, Takarada Maria)Doublé par : Hiromi Konno (Anime)
Enfant de sept ans, petite-fille de Lory. Elle est très attachée à Kyōko, qu'elle considère comme sa grande sœur. Elle a néanmoins une personnalité complexe et sombre, elle a beaucoup souffert de la mort de sa mère dans le crash d'un avion qu'elle lui avait demandé de prendre pour assister à son anniversaire. Elle se sent responsable de la mort de sa mère, et son père, qui vit en Amérique, l'a rejetée. Elle finira par renouer le contact avec lui après que Kyōko lui ait fait réaliser la véritable nature de cette distance entre eux. Maria entretient aussi des rapports très fort avec Ren, qu'elle considère comme l'homme avec qui elle pourrait se marier, mais "il faudra attendre 9 ans" (elle aura donc 16 ans et l'âge minimum légal pour se marier au Japon).
Reino (レイノ, Reino)
Chanteur et leader du groupe Vie Ghoul, un groupe qui vole les chansons de Shō pour les utiliser avant lui. C'est un jeune homme assez bizarre, sombre et pervers. Son but est de voler à Shō tout ce qu'il possède, donc également la place qu'il a dans le cœur de Kyōko. En effet, même si ce n'est que de la haine, cette dernière éprouve de forts sentiments à l'encontre de son ex-ami d'enfance. Pour arriver à ses fins, Reino va la harceler et la faire mourir de peur.
Reino dort dans un cercueil rempli de roses blanches. Il a développé un certain sens pour le surnaturel. Il peut ainsi voir les esprits et déchaîner un pouvoir sur les femmes et enfants.
Ses sortes de pouvoirs surnaturels lui permettent de voir certaines choses passées. Ainsi, lorsqu'il prend la pierre bleutée de Kyōko (Corn), il ressent une grande intensité d'énergie négative. Lors d'un contact physique avec Ren Tsuruga quelques minutes après, il entrevoit un morceau de son passé (Kuon, le bourreau sanguinaire) et fait le lien entre l'acteur et la pierre. Néanmoins, par peur de Ren, il gardera le secret et cessera de tourner autour de Kyōko (pour éviter de se retrouver face à Ren).
Chiori Amamiya (しおり アマミヤ, Chiori Amamiya)
Chiori débute dans le monde du spectacle. Elle est douce, gentille, belle et tolérante. Du moins, en apparence.
Elle tient un journal dans lequel elle écrit toutes ces véritables et plus noires pensées. Elle est en fait hypocrite et arriviste. Elle rencontrera Kyōko sur le tournage d'un téléfilm. Chiori est jalouse du rapide succès de cette dernière. Elle essaiera par tous les moyens de voler son rôle et ira même jusqu'à la pousser du haut des escaliers. Cependant et peu à peu, elle se met à apprécier Kyōko et son jeu d'acteur. Elle décide alors d’intégrer la Love Me section de son plein gré, ce qui étonnera fortement Kanae à qui elle ressemble beaucoup d'après Kyōko.
Chiori Amamiya n'est d'ailleurs pas son vrai nom. Plus jeune, c'était une enfant star qui avait une détermination et un professionnalisme incroyable pour son âge. Après un accident de tournage où elle s'était blessée à la nuque, elle insista effectivement pour continuer de tourner. Mais dès lors, elle cache son passé sous une fausse identité et sa cicatrice sous des cheveux toujours portés longs et détachés.

## Manga
Skip Beat! débute le 15 février 2002 sous forme d'un manga illustré par Yoshiki Nakamura dans le magazine de publication Hana to Yume de l'éditeur Hakusensha. Le premier volume relié est sorti le 19 juillet 2002, et cinquante-et-un volumes sont sortis en 2024 (publication en cour). Un fanbook est également sorti le 19 mars 2009.
La version française est publiée par Casterman dans la collection Sakka, et quarante-sept volumes sont sortis en février 2024. La série est également éditée en Amérique du Nord par VIZ Media.

### Liste des volumes
| no | Japonais          | Japonais          | Français          | Français          |
| no | Date de sortie    | ISBN              | Date de sortie    | ISBN              |
| -- | ----------------- | ----------------- | ----------------- | ----------------- |
| 1  | 19 juillet 2002   | 978-4-592-17821-7 | 4 juillet 2008    | 978-2-203-01513-5 |
| 2  | 19 novembre 2002  | 978-4-592-17822-4 | 18 septembre 2008 | 978-2-203-01514-2 |
| 3  | 19 mars 2003      | 978-4-592-17823-1 | 12 novembre 2008  | 978-2-203-01515-9 |
| 4  | 18 juillet 2003   | 978-4-592-17824-8 | 21 janvier 2009   | 978-2-203-01971-3 |
| 5  | 17 novembre 2003  | 978-4-592-17825-5 | 11 mars 2009      | 978-2-203-02256-0 |
| 6  | 19 février 2004   | 978-4-592-17826-2 | 20 mai 2009       | 978-2-203-02232-4 |
| 7  | 16 juillet 2004   | 978-4-592-17827-9 | 1er juillet 2009  | 978-2-203-02234-8 |
| 8  | 19 octobre 2004   | 978-4-592-17828-6 | 9 septembre 2009  | 978-2-203-02236-2 |
| 9  | 18 février 2005   | 978-4-592-17829-3 | 6 janvier 2010    | 978-2-203-02646-9 |
| 10 | 17 juin 2005      | 978-4-592-17830-9 | 3 mars 2010       | 978-2-203-02884-5 |
| 11 | 19 octobre 2005   | 978-4-592-17831-6 | 18 août 2010      | 978-2-203-03014-5 |
| 12 | 17 février 2006   | 978-4-592-17832-3 | 3 novembre 2010   | 978-2-203-03021-3 |
| 13 | 19 juin 2006      | 978-4-592-17833-0 | 5 janvier 2011    | 978-2-203-03017-6 |
| 14 | 19 octobre 2006   | 978-4-592-17834-7 | 2 mars 2011       | 978-2-203-03828-8 |
| 15 | 19 février 2007   | 978-4-592-17835-4 | 4 mai 2011        | 978-2-203-03829-5 |
| 16 | 19 juin 2007      | 978-4-592-17836-1 | 29 juin 2011      | 978-2-203-03830-1 |
| 17 | 19 octobre 2007   | 978-4-592-17837-8 | 24 août 2011      | 978-2-203-03831-8 |
| 18 | 19 février 2008   | 978-4-592-17838-5 | 19 octobre 2011   | 978-2-203-04317-6 |
| 19 | 17 juillet 2008   | 978-4-592-17839-2 | 4 janvier 2012    | 978-2-203-05066-2 |
| 20 | 17 octobre 2008   | 978-4-592-17840-8 | 11 avril 2012     | 978-2-203-05067-9 |
| 21 | 19 février 2009   | 978-4-592-18611-3 | 2 mai 2012        | 978-2-203-05068-6 |
| 22 | 19 juin 2009      | 978-4-592-18612-0 | 27 juin 2012      | 978-2-203-05069-3 |
| 23 | 19 octobre 2009   | 978-4-592-18613-7 | 29 août 2012      | 978-2-203-05070-9 |
| 24 | 19 février 2010   | 978-4-592-18614-4 | 10 octobre 2012   | 978-2-203-05071-6 |
| 25 | 18 juin 2010      | 978-4-592-18615-1 | 2 janvier 2013    | 978-2-203-06194-1 |
| 26 | 19 octobre 2010   | 978-4-592-18616-8 | 27 mars 2013      | 978-2-203-06195-8 |
| 27 | 18 février 2011   | 978-4-592-18617-5 | 1er mai 2013      | 978-2-203-06196-5 |
| 28 | 20 juin 2011      | 978-4-592-18618-2 | 26 juin 2013      | 978-2-203-06197-2 |
| 29 | 18 novembre 2011  | 978-4-592-18619-9 | 28 août 2013      | 978-2-203-06198-9 |
| 30 | 19 mars 2012      | 978-4-592-18620-5 | 30 octobre 2013   | 978-2-203-06199-6 |
| 31 | 20 septembre 2012 | 978-4-592-19491-0 | 8 janvier 2014    | 978-2-203-07834-5 |
| 32 | 19 mars 2013      | 978-4-592-19492-7 | 23 avril 2014     | 978-2-203-07835-2 |
| 33 | 20 septembre 2013 | 978-4-592-19493-4 | 26 novembre 2014  | 978-2-203-07836-9 |
| 34 | 20 mars 2014      | 978-4-592-19494-1 | 11 février 2015   | 978-2-203-07837-6 |
| 35 | 19 septembre 2014 | 978-4-592-19495-8 | 17 juin 2015      | 978-2-203-09034-7 |
| 36 | 20 mars 2015      | 978-4-592-19496-5 | 23 septembre 2015 | 978-2-203-09044-6 |
| 37 | 18 septembre 2015 | 978-4-592-19497-2 | 6 juillet 2016    | 978-2-203-10176-0 |
| 38 | 18 mars 2016      | 978-4-592-19498-9 | 5 juillet 2017    | 978-2-203-10188-3 |
| 39 | 20 septembre 2016 | 978-4-592-19499-6 | 11 octobre 2017   | 978-2-203-12226-0 |
| 40 | 20 mars 2017      | 978-4-592-19500-9 | 23 octobre 2019   | 978-2-203-12227-7 |
| 41 | 20 octobre 2017   | 978-4-592-21641-4 | 2 septembre 2020  | 978-2-203-15569-5 |
| 42 | 18 mars 2018      | 978-4-592-21642-1 | 17 mars 2021      | 978-2-203-20320-4 |
| 43 | 18 janvier 2019   | 978-4-592-21643-8 | 14 juillet 2021   | 978-2-203-20321-1 |
| 44 | 20 septembre 2019 | 978-4-592-21644-5 | 18 mai 2022       | 978-2-203-21581-8 |
| 45 | 20 mai 2020       | 978-4-592-21645-2 | 26 octobre 2022   | 978-2-203-23715-5 |
| 46 | 20 janvier 2021   | 978-4-592-21646-9 | 19 avril 2023     | 978-2-203-24005-6 |
| 47 | 17 septembre 2021 | 978-4-592-21647-6 | 14 février 2024   | 978-2-203-24803-8 |
| 48 | 20 juin 2022      | 978-4-592-21648-3 | 2 juillet 2025    | 978-2-203-27349-8 |
| 49 | 20 mars 2023      | 978-4-592-21649-0 |                   |                   |
| 50 | 19 mars 2024      | 978-4-592-22480-8 |                   |                   |
| 51 | 20 décembre 2024  | 978-4-592-22509-6 |                   |                   |
| 52 | 19 septembre 2025 | 978-4-592-22545-4 |                   |                   |

## Anime
L'adaptation en série télévisée d'animation, annoncée en juin 2008, est produite par le studio Hal Film Maker et dirigée par Kiyoko Sayama,. Elle a été diffusée du 5 octobre 2008 au 29 mars 2009 sur TV Tokyo au Japon et sur le service à la demande de Chunghwa Telecom à Taïwan,.
En France, la série est diffusée en streaming légal par Black Box,, qui a également édité les DVD. La série est également diffusée en streaming par Crunchyroll en version anglaise.

### Liste des épisodes
| No | Titre français                     | Titre japonais           | Titre japonais               | Date de 1re diffusion |
| No | Titre français                     | Kanji                    | Rōmaji                       | Date de 1re diffusion |
| -- | ---------------------------------- | ------------------------ | ---------------------------- | --------------------- |
| 1  | Et la boîte fut ouverte            | そして箱は開けられた     | Soshite Hako wa Akerareta    | 5 octobre 2008        |
| 2  | Le banquet de la peur              | 戦慄の                   | Senritsu no Utage            | 12 octobre 2008       |
| 3  | Un manque de sentiments            | 欠けてる気持ち           | Kaketeru Kimochi             | 19 octobre 2008       |
| 4  | Le labyrinthe des retrouvailles    | 再会の迷宮               | Saikai no Rabirinsu          | 26 octobre 2008       |
| 5  | Zone Dangereuse                    | 危険地帯                 | Kiken Chitai                 | 2 novembre 2008       |
| 6  | Première planche                   | 舞踏会への招待状         | Butōkai e no Shōtaijō        | 9 novembre 2008       |
| 7  | Une révolution de princesses       | プリンセス革命           | Purinsesu Kakumei            | 16 novembre 2008      |
| 8  | Au-delà de la mort                 | 一蓮托生                 | Ichirentakushou              | 23 novembre 2008      |
| 9  | Paroles d'ange                     | 天使の言霊               | Tenshi no Kotodama           | 30 novembre 2008      |
| 10 | Le bleu dans la paume de la main   | てのひらのブルー         | Te no Hira no BLUE           | 7 décembre 2008       |
| 11 | Le vrai visage de la tempête       | 嵐の素顔                 | Arashi no Sugao              | 14 décembre 2008      |
| 12 | La blessure se rouvre              | 開いた傷口               | Hiraita Kizuguchi            | 21 décembre 2008      |
| 13 | Battle Girl                        | バトルガール             | Batoru Gāru                  | 28 décembre 2008      |
| 14 | Le carnet à timbres secret         | 秘密のスタンプ帳         | Himitsu no Sutanpu Chou      | 11 janvier 2009       |
| 15 | Dans un champ de mines             | 地雷原と一緒             | Jiraigen to Issho            | 18 janvier 2009       |
| 16 | Haïr x Haïr                        | 嫌い×嫌い                | Kirai X Kirai                | 25 janvier 2009       |
| 17 | Un rendez-vous du destin           | 運命のDATE               | Unmei no DATE                | 1er février 2009      |
| 18 | Les péchés sont comme les anges    | 罪は天使のように         | Tsumi wa Tenshi no Youni     | 8 février 2009        |
| 19 | La dernière cérémonie              | 最期の儀式               | Saigo no Gishiki             | 15 février 2009       |
| 20 | L'invitation de la lune            | 月の誘い                 | Tsuki no Sasoi               | 22 février 2009       |
| 21 | Celui qui mérite d'être            | 資格を持つ者             | Shikaku o Motsu Mono         | 1er mars 2009         |
| 22 | Le jour où le monde s'est effondré | 世界が壊れた日           | Sekai ga Kowareta Nichi      | 8 mars 2009           |
| 23 | La gâchette appuyée                | ひかれた引き金           | Hikareta Hikigane            | 15 mars 2009          |
| 24 | Ce contact est permis              | そのコンタクトは許される | Sono Kontakuto wa Yurusareru | 22 mars 2009          |
| 25 | Et la porte s'ouvrit               | そして扉は開かれる       | Soshite Tobira wa Akareru    | 29 mars 2009          |

### Musique
| Générique | Épisodes | Début       | Début        | Fin    | Fin           |
| Générique | Épisodes | Titre       | Artiste      | Titre  | Artiste       |
| --------- | -------- | ----------- | ------------ | ------ | ------------- |
| 1         | 1 – 19   | Dream Star  | The Generous | Namida | 2BACKKA       |
| 2         | 20 – 25  | Renaissance | The Generous | Eien   | Yūsaku Kiyama |

## Drama taïwanais
Il y a aussi eu un drama taïwanais qui comporte quinze épisodes avec dans les rôles principaux : 
- Ivy Chen : Mogami Kyoko
- Choi Si Won : Tsuruga Ren (du groupe SuperJunior)
- Lee Dong-hae :  Fuwa Shoutaro (du groupe SuperJunior)
- Bianca Bai :  Kotonami Kanae

## Produits dérivés

### Drama CD
Un drama CD couvrant le premier volume du manga, intitulé Skip Beat! Drama CD, est sorti chez l'éditeur Marine Entertainment le 26 septembre 2002.

### Jeu vidéo
Un jeu vidéo édité par 5pb. est disponible sur PlayStation 2 depuis le 28 mai 2009 au Japon. Le thème du générique de début est Blow Wind de SMILY☆SPIKY.

### Édition japonaise
1. 1 2  (ja) « スキップ・ビート！ 1 », sur Hakusensha (consulté le 20 décembre 2024).
2. 1 2  (ja) « スキップ・ビート！ 2 », sur Hakusensha (consulté le 20 décembre 2024).
3. 1 2  (ja) « スキップ・ビート！ 3 », sur Hakusensha (consulté le 20 décembre 2024).
4. 1 2  (ja) « スキップ・ビート！ 4 », sur Hakusensha (consulté le 20 décembre 2024).
5. 1 2  (ja) « スキップ・ビート！ 5 », sur Hakusensha (consulté le 20 décembre 2024).
6. 1 2  (ja) « スキップ・ビート！ 6 », sur Hakusensha (consulté le 20 décembre 2024).
7. 1 2  (ja) « スキップ・ビート！ 7 », sur Hakusensha (consulté le 20 décembre 2024).
8. 1 2  (ja) « スキップ・ビート！ 8 », sur Hakusensha (consulté le 20 décembre 2024).
9. 1 2  (ja) « スキップ・ビート！ 9 », sur Hakusensha (consulté le 20 décembre 2024).
10. 1 2  (ja) « スキップ・ビート！ 10 », sur Hakusensha (consulté le 20 décembre 2024).
11. 1 2  (ja) « スキップ・ビート！ 11 », sur Hakusensha (consulté le 20 décembre 2024).
12. 1 2  (ja) « スキップ・ビート！ 12 », sur Hakusensha (consulté le 20 décembre 2024).
13. 1 2  (ja) « スキップ・ビート！ 13 », sur Hakusensha (consulté le 20 décembre 2024).
14. 1 2  (ja) « スキップ・ビート！ 14 », sur Hakusensha (consulté le 20 décembre 2024).
15. 1 2  (ja) « スキップ・ビート！ 15 », sur Hakusensha (consulté le 20 décembre 2024).
16. 1 2  (ja) « スキップ・ビート！ 16 », sur Hakusensha (consulté le 20 décembre 2024).
17. 1 2  (ja) « スキップ・ビート！ 17 », sur Hakusensha (consulté le 20 décembre 2024).
18. 1 2  (ja) « スキップ・ビート！ 18 », sur Hakusensha (consulté le 20 décembre 2024).
19. 1 2  (ja) « スキップ・ビート！ 19 », sur Hakusensha (consulté le 20 décembre 2024).
20. 1 2  (ja) « スキップ・ビート！ 20 », sur Hakusensha (consulté le 20 décembre 2024).
21. 1 2  (ja) « スキップ・ビート！ 21 », sur Hakusensha (consulté le 20 décembre 2024).
22. 1 2  (ja) « スキップ・ビート！ 22 », sur Hakusensha (consulté le 20 décembre 2024).
23. 1 2  (ja) « スキップ・ビート！ 23 », sur Hakusensha (consulté le 20 décembre 2024).
24. 1 2  (ja) « スキップ・ビート！ 24 », sur Hakusensha (consulté le 20 décembre 2024).
25. 1 2  (ja) « スキップ・ビート！ 25 », sur Hakusensha (consulté le 20 décembre 2024).
26. 1 2  (ja) « スキップ・ビート！ 26 », sur Hakusensha (consulté le 20 décembre 2024).
27. 1 2  (ja) « スキップ・ビート！ 27 », sur Hakusensha (consulté le 20 décembre 2024).
28. 1 2  (ja) « スキップ・ビート！ 28 », sur Hakusensha (consulté le 20 décembre 2024).
29. 1 2  (ja) « スキップ・ビート！ 29 », sur Hakusensha (consulté le 20 décembre 2024).
30. 1 2  (ja) « スキップ・ビート！ 30 », sur Hakusensha (consulté le 20 décembre 2024).
31. 1 2  (ja) « スキップ・ビート！ 31 », sur Hakusensha (consulté le 20 décembre 2024).
32. 1 2  (ja) « スキップ・ビート！ 32 », sur Hakusensha (consulté le 20 décembre 2024).
33. 1 2  (ja) « スキップ・ビート！ 33 », sur Hakusensha (consulté le 20 décembre 2024).
34. 1 2  (ja) « スキップ・ビート！ 34 », sur Hakusensha (consulté le 20 décembre 2024).
35. 1 2  (ja) « スキップ・ビート！ 35 », sur Hakusensha (consulté le 20 décembre 2024).
36. 1 2  (ja) « スキップ・ビート！ 36 », sur Hakusensha (consulté le 20 décembre 2024).
37. 1 2  (ja) « スキップ・ビート！ 37 », sur Hakusensha (consulté le 20 décembre 2024).
38. 1 2  (ja) « スキップ・ビート！ 38 », sur Hakusensha (consulté le 20 décembre 2024).
39. 1 2  (ja) « スキップ・ビート！ 39 », sur Hakusensha (consulté le 20 décembre 2024).
40. 1 2  (ja) « スキップ・ビート！ 40 », sur Hakusensha (consulté le 20 décembre 2024).
41. 1 2  (ja) « スキップ・ビート！ 41 », sur Hakusensha (consulté le 20 décembre 2024).
42. 1 2  (ja) « スキップ・ビート！ 42 », sur Hakusensha (consulté le 20 décembre 2024).
43. 1 2  (ja) « スキップ・ビート！ 43 », sur Hakusensha (consulté le 20 décembre 2024).
44. 1 2  (ja) « スキップ・ビート！ 44 », sur Hakusensha (consulté le 20 décembre 2024).
45. 1 2  (ja) « スキップ・ビート！ 45 », sur Hakusensha (consulté le 20 décembre 2024).
46. 1 2  (ja) « スキップ・ビート！ 46 », sur Hakusensha (consulté le 20 décembre 2024).
47. 1 2  (ja) « スキップ・ビート！ 47 », sur Hakusensha (consulté le 20 décembre 2024).
48. 1 2  (ja) « スキップ・ビート！ 48 », sur Hakusensha (consulté le 20 décembre 2024).
49. 1 2  (ja) « スキップ・ビート！ 49 », sur Hakusensha (consulté le 20 décembre 2024).
50. 1 2  (ja) « スキップ・ビート！ 50 », sur Hakusensha (consulté le 20 décembre 2024).
51. 1 2  (ja) « スキップ・ビート！ 51 », sur Hakusensha (consulté le 20 décembre 2024).
52. 1 2  (ja) « スキップ・ビート！ 52 », sur Hakusensha (consulté le 6 août 2025).

### Édition française
1. 1 2  « Skip Beat - Tome 1 », sur Manga news (consulté le 20 décembre 2024).
2. 1 2  « Skip Beat - Tome 2 », sur Manga news (consulté le 20 décembre 2024).
3. 1 2  « Skip Beat - Tome 3 », sur Manga news (consulté le 20 décembre 2024).
4. 1 2  « Skip Beat - Tome 4 », sur Manga news (consulté le 20 décembre 2024).
5. 1 2  « Skip Beat - Tome 5 », sur Manga news (consulté le 20 décembre 2024).
6. 1 2  « Skip Beat - Tome 6 », sur Manga news (consulté le 20 décembre 2024).
7. 1 2  « Skip Beat - Tome 7 », sur Manga news (consulté le 20 décembre 2024).
8. 1 2  « Skip Beat - Tome 8 », sur Manga news (consulté le 20 décembre 2024).
9. 1 2  « Skip Beat - Tome 9 », sur Manga news (consulté le 20 décembre 2024).
10. 1 2  « Skip Beat - Tome 10 », sur Manga news (consulté le 20 décembre 2024).
11. 1 2  « Skip Beat - Tome 11 », sur Manga news (consulté le 20 décembre 2024).
12. 1 2  « Skip Beat - Tome 12 », sur Manga news (consulté le 20 décembre 2024).
13. 1 2  « Skip Beat - Tome 13 », sur Manga news (consulté le 20 décembre 2024).
14. 1 2  « Skip Beat - Tome 14 », sur Manga news (consulté le 20 décembre 2024).
15. 1 2  « Skip Beat - Tome 15 », sur Manga news (consulté le 20 décembre 2024).
16. 1 2  « Skip Beat - Tome 16 », sur Manga news (consulté le 20 décembre 2024).
17. 1 2  « Skip Beat - Tome 17 », sur Manga news (consulté le 20 décembre 2024).
18. 1 2  « Skip Beat - Tome 18 », sur Manga news (consulté le 20 décembre 2024).
19. 1 2  « Skip Beat - Tome 19 », sur Manga news (consulté le 20 décembre 2024).
20. 1 2  « Skip Beat - Tome 20 », sur Manga news (consulté le 20 décembre 2024).
21. 1 2  « Skip Beat - Tome 21 », sur Manga news (consulté le 20 décembre 2024).
22. 1 2  « Skip Beat - Tome 22 », sur Manga news (consulté le 20 décembre 2024).
23. 1 2  « Skip Beat - Tome 23 », sur Manga news (consulté le 20 décembre 2024).
24. 1 2  « Skip Beat - Tome 24 », sur Manga news (consulté le 20 décembre 2024).
25. 1 2  « Skip Beat - Tome 25 », sur Manga news (consulté le 20 décembre 2024).
26. 1 2  « Skip Beat - Tome 26 », sur Manga news (consulté le 20 décembre 2024).
27. 1 2  « Skip Beat - Tome 27 », sur Manga news (consulté le 20 décembre 2024).
28. 1 2  « Skip Beat - Tome 28 », sur Manga news (consulté le 20 décembre 2024).
29. 1 2  « Skip Beat - Tome 29 », sur Manga news (consulté le 20 décembre 2024).
30. 1 2  « Skip Beat - Tome 30 », sur Manga news (consulté le 20 décembre 2024).
31. 1 2  « Skip Beat - Tome 31 », sur Manga news (consulté le 20 décembre 2024).
32. 1 2  « Skip Beat - Tome 32 », sur Manga news (consulté le 20 décembre 2024).
33. 1 2  « Skip Beat - Tome 33 », sur Manga news (consulté le 20 décembre 2024).
34. 1 2  « Skip Beat - Tome 34 », sur Manga news (consulté le 20 décembre 2024).
35. 1 2  « Skip Beat - Tome 35 », sur Manga news (consulté le 20 décembre 2024).
36. 1 2  « Skip Beat - Tome 36 », sur Manga news (consulté le 20 décembre 2024).
37. 1 2  « Skip Beat - Tome 37 », sur Manga news (consulté le 20 décembre 2024).
38. 1 2  « Skip Beat - Tome 38 », sur Manga news (consulté le 20 décembre 2024).
39. 1 2  « Skip Beat - Tome 39 », sur Manga news (consulté le 20 décembre 2024).
40. 1 2  « Skip Beat - Tome 40 », sur Manga news (consulté le 20 décembre 2024).
41. 1 2  « Skip Beat - Tome 41 », sur Manga news (consulté le 20 décembre 2024).
42. 1 2  « Skip Beat - Tome 42 », sur Manga news (consulté le 20 décembre 2024).
43. 1 2  « Skip Beat - Tome 43 », sur Manga news (consulté le 20 décembre 2024).
44. 1 2  « Skip Beat - Tome 44 », sur Manga news (consulté le 20 décembre 2024).
45. 1 2  « Skip Beat - Tome 45 », sur Manga news (consulté le 20 décembre 2024).
46. 1 2  « Skip Beat - Tome 46 », sur Manga news (consulté le 20 décembre 2024).
47. 1 2  « Skip Beat - Tome 47 », sur Manga news (consulté le 20 décembre 2024).
48. 1 2  « Skip Beat - Tome 48 », sur Manga news (consulté le 6 août 2025).

### Documentation
- Marie-Saskia Raynal, « Skip Beat! », dans Manga 10 000 Images no 3, Versailles : Éditions H, septembre 2010, p. 212-213.